# Bollettino dei naviganti
Bollettino dei naviganti è il quarto album del cantautore italiano Gianni Togni, pubblicato dall'etichetta discografica CGD nel 1982.

## Tracce
Testi di Guido Morra,
musiche, arrangiamenti e produzione di Gianni Togni
1. È la vita - 4:25
2. Io e te - 4:25
3. La banda dei sospiri - 3:53
4. Quella volta che ho bevuto troppo - 3:12
5. Andare avanti - 4:07
6. Saremo noi - 3:13
7. Stanze d'hotel - 4:17
8. Pornografia - 3:50
9. Vivi - 3:23
10. Il volo delle piume - 4:46

## Formazione
- Gianni Togni – voce, pianoforte, clavicembalo
- Romano Trevisani – chitarra elettrica, chitarra acustica
- Fio Zanotti – tastiera, sintetizzatore, pianoforte, Fender Rhodes, organo Hammond C3
- Gigi Cappellotto – basso
- Flaviano Cuffari – batteria, percussioni
- Hugo Heredia – sassofono contralto